# Gran Premio motociclistico della Germania Est 1963
Il Gran Premio motociclistico della Germania Est fu l'ottavo appuntamento del motomondiale 1963, la sesta edizione con questo nome ma solo la terza valida per il motomondiale.
Si svolse il 17 e il 18 agosto 1963 sul Sachsenring ed erano in programma tutte le cinque classi disputate in singolo ma non erano presenti i sidecar. Prima della partenza ci si rese però conto che il numero degli iscritti alla classe 50 era inferiore a quello regolamentare, di conseguenza la gara non venne disputata.
La gara della 350 si svolse il 17, le restanti il 18 agosto.
Le vittorie furono di Mike Hailwood su MV Agusta sia nella classe 500 che nella 350; in sella invece ad una MZ, lo stesso pilota britannico si impose anche nella 250. Nella classe di minor cilindrata, la 125 in quest'occasione, si impose invece la Suzuki condotta da Hugh Anderson. Proprio quest'ultimo, con il successo ottenuto ottenne anche la certezza matematica del titolo iridato piloti; fu anche la prima volta che il titolo della categoria veniva ottenuto da una moto dotata di motore a due tempi.

## Classe 500
Furono 20 i piloti al via della prova e di essi 10 vennero classifica al traguardo.

### Arrivati al traguardo
| Pos. | Pilota        | Moto      | Tempo   | Punti |
| ---- | ------------- | --------- | ------- | ----- |
| 1    | Mike Hailwood | MV Agusta | 53:38.4 | 8     |
| 2    | Derek Minter  | Gilera    | +55.2   | 6     |
| 3    | Alan Shepherd | Matchless | +2:24.9 | 4     |
| 4    | Mike Duff     | Matchless | +1 giro | 3     |
| 5    | Jack Findlay  | Matchless | +1 giro | 2     |
| 6    | Vernon Cottle | Norton    | +1 giro | 1     |
| 7    | Ian Burne     | Norton    |         |       |
| 8    | Dan Shorey    | Matchless |         |       |
| 9    | György Kurucz | Norton    |         |       |
| 10   | Roy Robinson  | Norton    |         |       |

### Ritirati
| Pilota            | Moto      | Motivo ritiro |
| ----------------- | --------- | ------------- |
| Roland Föll       | Matchless |               |
| Philippe Canoui   | Norton    |               |
| Veikko Sulasaari  | Norton    |               |
| John Hartle       | Gilera    |               |
| Roy Ingram        | Norton    |               |
| Ernst Weiss       | Norton    |               |
| Billy Andersson   | Norton    |               |
| Anssi Resko       | Matchless |               |
| Ladislaus Richter | Norton    |               |
| Colin Lyster      | Norton    |               |

## Classe 350

### Arrivati al traguardo (posizioni a punti)
| Pos. | Pilota              | Moto      | Tempo | Punti |
| ---- | ------------------- | --------- | ----- | ----- |
| 1    | Mike Hailwood       | MV Agusta |       | 8     |
| 2    | Luigi Taveri        | Honda     |       | 6     |
| 3    | Jim Redman          | Honda     |       | 4     |
| 4    | Gustav Havel        | Jawa      |       | 3     |
| 5    | Nikolaj Sevast'ânov | CKEB      |       | 2     |
| 6    | Mike Duff           | AJS       |       | 1     |

## Classe 250
Assente alla gara la Morini e il suo pilota Tarquinio Provini: il team bolognese fu respinto alla frontiera non avendo i necessari visti d'ingresso.

### Arrivati al traguardo (prime sette posizioni)
| Pos. | Pilota           | Moto  | Tempo       | Punti |
| ---- | ---------------- | ----- | ----------- | ----- |
| 1    | Mike Hailwood    | MZ    | 49' 40" 400 | 8     |
| 2    | Alan Shepherd    | MZ    | +14" 7      | 6     |
| 3    | Jim Redman       | Honda | + 1'05" 300 | 4     |
| 4    | László Szabó     | MZ    | + 1'30" 800 | 3     |
| 5    | Luigi Taveri     | Honda |             | 2     |
| 6    | Stanislav Malina | ČZ    |             | 1     |
| 7    | Tommy Robb       | Honda |             |       |

## Classe 125
Assente, per ovvi motivi dopo la sua fuga dalla cortina di ferro, Ernst Degner.

### Arrivati al traguardo (posizioni a punti)
| Pos. | Pilota         | Moto   | Tempo     | Punti |
| ---- | -------------- | ------ | --------- | ----- |
| 1    | Hugh Anderson  | Suzuki | 48' 55" 7 | 8     |
| 2    | Alan Shepherd  | MZ     | + 1'49" 0 | 6     |
| 3    | Bert Schneider | Suzuki | + 1'49" 9 | 4     |
| 4    | Luigi Taveri   | Honda  | + 2'25" 6 | 3     |
| 5    | Mike Duff      | MZ     | + 2'47" 6 | 2     |
| 6    | Werner Musiol  | MZ     | + 3'08" 2 | 1     |